# Fronte occidentale (1939-1945)
Il fronte occidentale, durante la seconda guerra mondiale, fu un importante teatro di combattimenti in Francia, Belgio, Lussemburgo, Paesi Bassi e nella Germania occidentale.
Dopo una prima fase nel 1939-1940 in cui la Wehrmacht tedesca ottenne una schiacciante vittoria contro gli eserciti Alleati, occupando gran parte del territorio, costringendo all'armistizio la Francia e respingendo oltre la Manica il corpo di spedizione britannico, il Fronte occidentale divenne fino al 1944 un settore del teatro europeo non più attivo dal punto di vista delle operazioni terrestri anche se continuarono costantemente operazioni di guerra aerea, mentre la Germania mantenne schierato all'ovest un cospicuo corpo di occupazione.
Dal 1941 la maggior parte dei combattimenti nel teatro europeo si svolsero sul fronte orientale, dove i tedeschi schierarono fino alla fine della guerra la maggior parte delle loro forze armate; Stalin richiese per anni la riattivazione da parte anglo-americana del fronte occidentale, ma i dirigenti alleati preferirono inizialmente condurre operazioni meno impegnative nel teatro del Mediterraneo.
Dal 6 giugno 1944 gli Alleati riaprirono finalmente il Fronte occidentale, dando inizio alla gigantesca operazione Overlord e in undici mesi di combattimenti riuscirono a liberare i territori occupati dalla Germania, invasero il territorio tedesco occidentale e raggiunsero il fiume Elba, dove si congiunsero dal 25 aprile 1945 con le truppe dell'Armata Rossa provenienti da est.

## 1939 - 1941

### La strana guerra
I combattimenti sul fronte occidentale, dopo la vittoriosa campagna di Polonia da parte tedesca, furono preceduti dalla cosiddetta "strana guerra"; gli eserciti franco-britannici, dopo un timido tentativo di offensiva di alleggerimento nella Saar, rimasero schierati in posizione difensive lungo il confine con la Germania e non presero alcuna iniziativa aggressiva contro i tedeschi che quindi ebbero il tempo di trasferire il grosso della Wehrmacht a ovest.
I capi anglo-francesi invece, timorosi di iniziare grandi battaglie terrestri sul fronte occidentale, preferirono pianificare velleitarie operazioni diversive per impegnare la Germania su fronti secondari; si studiarono quindi piani per penetrare con la flotta nel Mar Baltico, per minare il fiume Reno, per colpire gli impianti petroliferi del Caucaso sovietico. Venne anche pianificata un'operazione di intervento in Norvegia per bloccare il porto di Narvik da dove transitavano liberamente i rifornimenti di ferro svedese per la Germania. Adolf Hitler e i suoi generali tuttavia anticiparono gli anglo-francesi e con una brillante operazione terrestre e aeronavale nell'aprile del 1940, invasero Danimarca e Norvegia, occuparono tutte le posizioni strategiche più importanti, respinsero il corpo di spedizione anglo-francese e presero il completo controllo del teatro scandinavo della guerra.

### L'invasione della Francia
Il 10 maggio 1940, Hitler diede inizio al Fall Gelb, la grande offensiva generale tedesca sul Fronte occidentale; nonostante una tenace resistenza, in soli 5 giorni i Paesi Bassi furono costretti a capitolare, mentre in 18 giorni le forze tedesche riuscirono ad avere la meglio sull'esercito belga. I francesi e gli inglesi concentrarono la gran massa delle loro forze corazzate e motorizzate nel Belgio per tentare di parare l'assalto tedesco, ma furono colti di sorpresa dall'aggiramento tedesco della Linea Maginot e dell'attraversamento delle Ardenne da parte delle Panzer-Division tedesche, che spintesi irresistibilmente verso la Manica, riuscirono a circondare l'intero gruppo di armate francese: il Corpo di spedizione britannico riuscì ad evitare l'annientamento totale ritirandosi a Dunkerque e di lì in Inghilterra, mentre nel contempo la quasi totalità delle armate francesi furono costrette ad arrendersi di fronte all'avanzata delle Panzer-Division tedesche. Dopo una lotta durata meno di due mesi, la Francia fu costretta a chiedere la pace e il 22 giugno 1940 fu firmato l'armistizio.
Anche l'Italia, scesa in guerra il 10 giugno 1940, impegnò alcune forze nella cosiddetta Battaglia delle Alpi Occidentali, ma non ottenne risultati strategici importanti e l'offensiva venne interrotta il 25 giugno.

### Operazione Leone marino
L'Oberkommando der Wehrmacht (OKW) era convinto che dopo la resa della Francia, la Gran Bretagna avrebbe richiesto la pace; visto però che non veniva presa nessun'iniziativa in questo senso, Hitler ordinò di pianificare un'invasione via mare. La Wehrmacht decise di impiegare per questa operazione ben 20 divisioni, il cui sbarco doveva essere assicurato dalla Luftwaffe, piuttosto che dalla Kriegsmarine che disponeva di poche unità.

#### La battaglia d'Inghilterra
Per tutto l'agosto fino all'inizio dell'aprile, tuttavia, le truppe tedesche attesero invano, pronte a salpare, che la Luftwaffe, impegnata in serrati combattimenti contro la RAF, rendesse più sicuri i cieli della Manica. Vista l'impossibilità di un rapido successo, l'invasione venne rimandata, e la gran parte delle forze tedesche venne inviata ad est in preparazione di un attacco all'Unione Sovietica, mentre lungo le coste della Francia si iniziarono i lavori per la costruzione di un'imponente opera difensiva, il Vallo Atlantico, per prevenire ogni tentativo di attacco alleato.

## 1942 - 1943
In un primo momento, a causa dei massicci ostacoli logistici nell'attraversamento del Canale, non venne preso in seria considerazione uno sbarco in grande stile, quanto diversi attacchi lungo le coste francesi. Diverse operazioni di commando vennero attuate con vari scopi; tra queste, l'operazione Chariot, un riuscito raid su Saint Nazaire avente come obiettivo il distruggere un grande bacino di carenaggio che poteva ospitare le navi da battaglia tedesche reduci da raid nell'Atlantico. Il 19 agosto 1942 gli Alleati lanciarono il Raid su Dieppe, con un contingente composto prevalentemente da truppe canadesi e britanniche: l'attacco si risolve in un insuccesso con la perdita di due terzi degli uomini, tra morti, prigionieri e dispersi. Tale risultato contribuì ad un cambiamento di rotta nella strategia alleata, con l'inizio di una seria programmazione di un grande sbarco sulle coste francesi.
Il Fronte Occidentale, quindi, per quasi quattro anni non fu protagonista di nessuno scontro terrestre di grandi dimensioni, se si escludono diverse azioni di guerriglia della resistenza francese aiutata da agenti del SOE e dell'OSS. Tuttavia, nel contempo, venne intensificata l'attività aerea alleata sui cieli della Germania, con il lancio di una campagna di bombardamento strategico condotta dall'Ottava Forza Aerea americana, di giorno, e il Comando Bombardiere della RAF di notte, contro le principali città e gli impianti industriali tedeschi.

## 1944 - 1945

### L'invasione in Normandia
Il 6 giugno 1944 (giorno ormai universalmente noto come il "D-Day"), gli Alleati lanciarono l'Operazione Overlord, l'apertura di un nuovo fronte e la tanto attesa liberazione dell'Europa occidentale. Il comando tedesco rimase spiazzato dagli sbarchi in Normandia, dato che era ritenuto più probabile un'invasione nella zona del Passo di Calais. Dopo due mesi di accaniti combattimenti sulle spiagge, il lancio dell'Operazione Cobra permise agli americani di rompere il fronte, e di avanzare celermente in Francia, circondando un gran numero di forze tedesche (250000 uomini) nella Sacca di Falaise: 150000 soldati tedeschi vennero fatti prigionieri e la strada per la liberazione di Parigi era aperta.
Il 15 agosto, a supporto delle operazioni in Normandia, gli Alleati lanciarono l'Operazione Dragoon, l'invasione del sud della Francia tra Tolone e Cannes.
Di fronte alla pressione esercitata a nord e a sud della Francia dalle armate alleate, combinata ai continui attacchi della Resistenza francese, la Wehrmacht iniziò una precipitosa ritirata verso la Germania. La liberazione di Parigi (25 agosto 1944), del nord del paese transalpino e del Belgio contribuì anche a eliminare le basi di lancio per le
Vergeltungswaffen (armi di rappresaglia) tedesche dei missili V-1 e V-2.

### Operazione Market Garden
I progressi degli Alleati subirono un rallentamento nell'avanzata nell'autunno del 1944, sia a causa della maggiore efficienza della resistenza tedesca, sia a causa di una crescente scarsità di rifornimenti e di uomini. Fu allora che il Field Marshall Montgomery riuscì a persuadere lo SHAEF a lanciare un pesante attacco che doveva consentire alle forze alleate l'attraversamento del Reno, la creazione di una testa di ponte in Germania, e la liberazione del porto di Anversa, in Belgio, vitale per aumentare la quantità di rifornimenti. Tale operazione, (nome in codice "Market Garden") prevedeva il lancio di truppe paracadutiste britanniche, canadesi, polacche e americane dietro le linee tedesche, nei Paesi Bassi, che dovevano occupare tutta una serie di ponti fino ad Arnhem sul Reno. Nonostante la conquista di sei dei sette ponti che costituivano l'obiettivo dell'operazione, le forze alleate vennero respinte dalle truppe delle Waffen-SS, provocando l'annientamento della 1. Divisione paracadutista britannica.
A partire da settembre il fronte, sostanzialmente, si stabilizzò, con gli americani duramente impegnati in cruenti combattimenti nella foresta di Hürtgen, nel tentativo di superare la Linea Sigfrido; mentre canadesi e britannici nel contempo riuscirono a liberare il porto di Anversa, non riuscendo tuttavia a migliorare la situazione logistica dei rifornimenti, dato che il lungo estuario del fiume era ancora controllato da fortificazioni tedesche. Per ovviare a questa situazione venne dato il via all'Operazione Switchback da parte delle forze canadesi e polacche, che si concluse con una piena vittoria alleata.
In ottobre gli americani dopo una dura battaglia riuscirono ad occupare la prima grande città tedesca: Aquisgrana.

### L'offensiva delle Ardenne
Da parte tedesca, nonostante una situazione critica sul Fronte orientale, le truppe impegnate ad ovest vennero riorganizzate per preparare una nuova offensiva, l'Operazione Wacht am Rhein che prevedeva l'attraversamento delle Ardenne, in un rifacimento del piano d'attacco del 1940. L'offensiva lanciata il 16 dicembre, nonostante alcuni successi iniziali causati dalle cattive condizioni meteorologiche che impedivano l'entrata in scena dell'aviazione, venne sostanzialmente respinta, e le forze tedesche, il 15 gennaio 1945, dovettero ritirarsi sulle loro posizioni iniziali.
Respinta l'ultima offensiva tedesca della guerra, gli Alleati occidentali ripresero la loro avanzata in Germania, avviando la campagna della Renania: la 1ª Armata canadese, con l'Operazione Veritable, attaccò l'area compresa tra la Mosa e il Reno; la 9ª Armata americana, con l'Operazione Grenade fu invece impegnata nell'attraversamento del Roer: l'attacco, che doveva iniziare l'8 febbraio 1945, venne invece ritardato di due settimane, a causa dell'allagamento della valle del fiume, causato dalla distruzione, da parte tedesca, della diga a monte. Durante questo periodo, contrariamente a quanto preventivamente predisposto dall'OKW, dietro la decisione diretta di Hitler, le divisioni del Feldmaresciallo Gerd von Rundstedt non vennero ritirate sulla riva destra del Reno. Il 23 febbraio, quando gli americani lanciarono il loro attacco, anche altre forze alleate avevano, nel frattempo, raggiunto le rive del Reno, per cui le forze tedesche rimasero intrappolate e 290000 uomini vennero fatti prigionieri.
Il successivo attraversamento del Reno, avvenne in tre punti:
- le forze americane agli ordini del Generale Omar Bradley, riuscirono a catturare intatto il ponte Ludendorff a Remagen (7 marzo 1945), prima che venisse fatto saltare in aria dai reparti del genio tedesco. Tale sortita venne rapidamente sfruttata dalle truppe americane che in breve tempo riuscirono a consolidare la testa di ponte.
- le forze americane del Generale Patton, impegnate in Palatinato, riuscirono ad oltrepassare il grande fiume tedesco nella notte del 22 marzo, poco a sud di Magonza.
- più a nord, nell'ambito dell'Operazione Plunder e dell'Operazione Varsity, il 21. Gruppo d'armate britannico, nella notte del 23 marzo riuscì ad attraversare il fiume in due punti, a Rees e a Wesel.

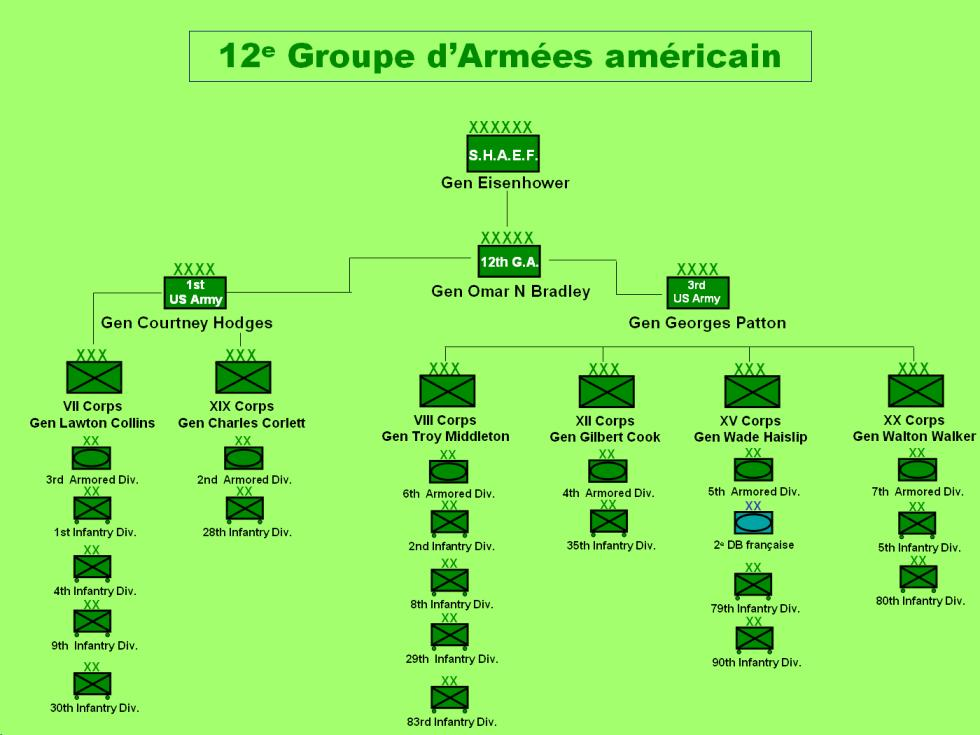
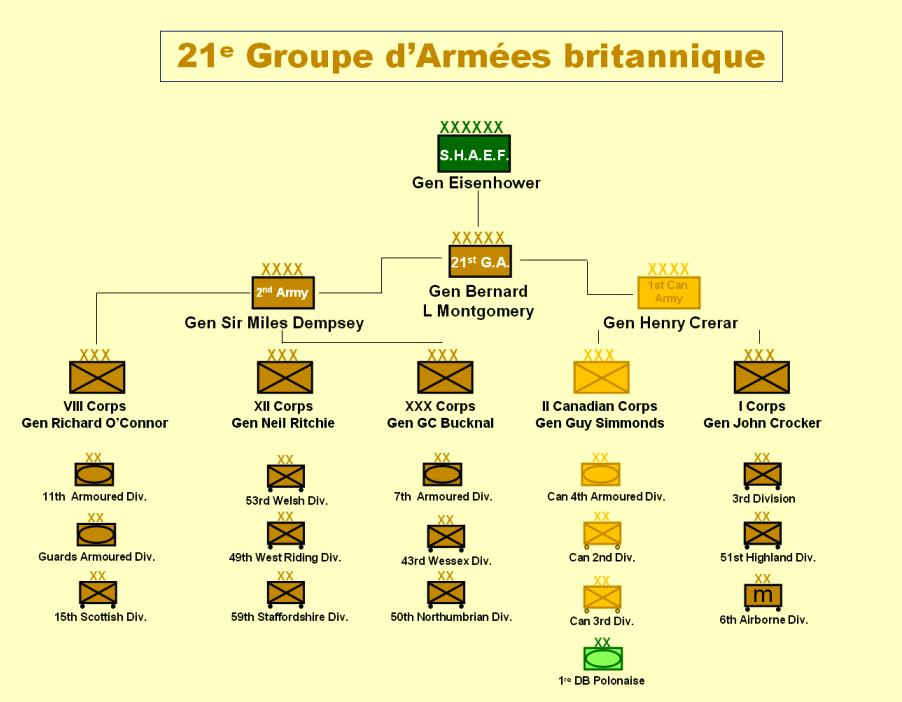
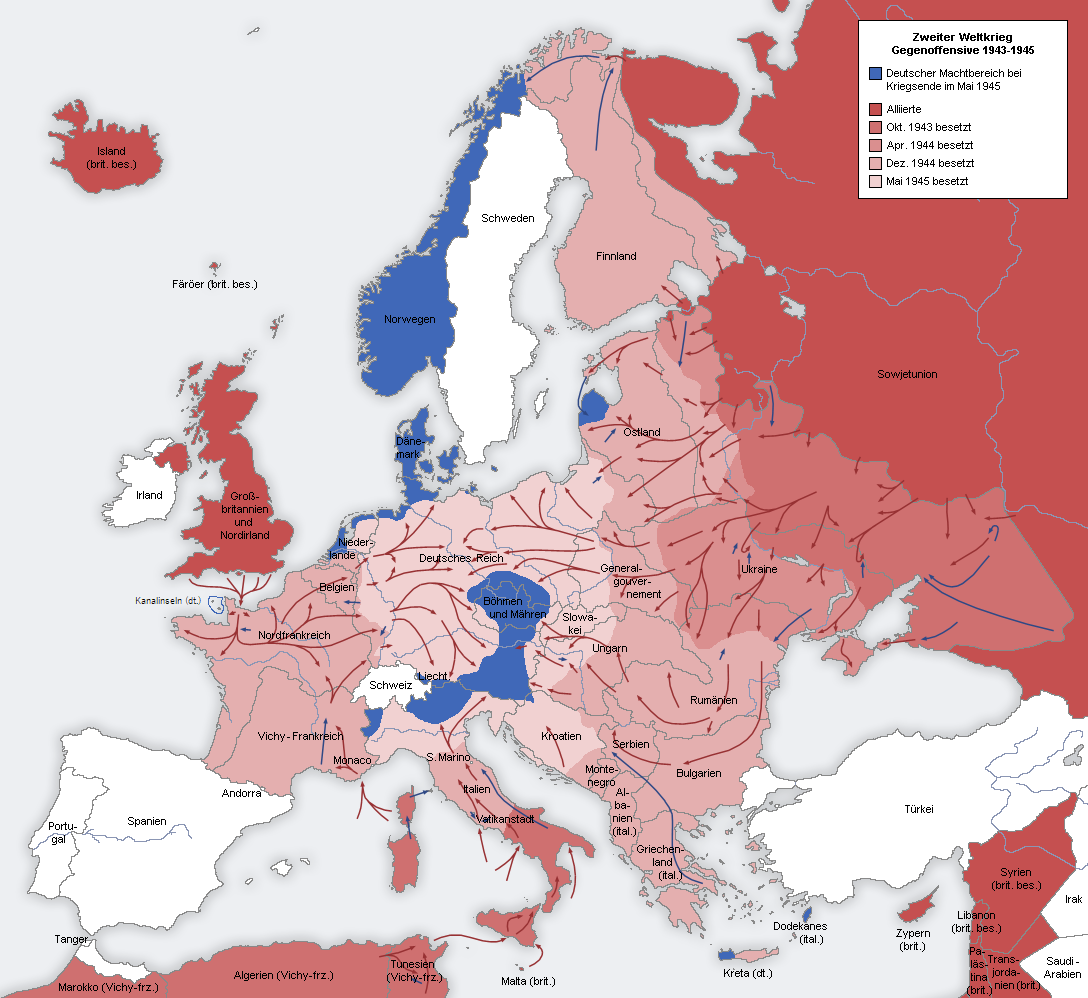

Dopo aver attraversato il Reno, le forze britanniche continuarono la loro avanzata verso nord-est, verso Amburgo, attraversando l'Elba e dirigendosi verso la Danimarca e il Baltico. Il 12. Gruppo d'armate USA, a nord, e la 1. Armata USA a sud, completarono la sacca della Ruhr: il 4 aprile le due tenaglie dell'avanzata americana avevano completato l'accerchiamento, facendo prigionieri il comandante del Gruppo d'armate B tedesco, Feldmaresciallo Walther Model, e 300000 soldati tedeschi. Nel contempo la 9. e la 1. Armata USA continuarono la loro avanzata verso est, venendo a contatto con le truppe sovietiche il 25 aprile, a Torgau, sulle rive dell'Elba. Il resto del 12. Gruppo d'armate USA continuò la propria avanzata su due direttrici: a est, verso l'interno della Cecoslovacchia; e a sud, nel nord-est della Baviera. Infine, il 6. Gruppo d'armate USA continuò la propria avanzata nel sud della Germania, attraversando la Baviera, l'Austria e dirigendosi verso il nord Italia.
Il 4 maggio 1945, il Field Marshall Montgomery accettò la resa incondizionata tedesca di tutte le forze dislocate nei Paesi Bassi, nella Germania nord-occidentale, in Danimarca, nella landa di Luneburgo, e delle città di Amburgo, di Hannover e di Brema. Il 7 maggio, nella sua sede di Reims, Eisenhower accettò la resa incondizionata tedesca da parte del Capo dello staff dell'OKW, generale Alfred Jodl, che firmò il documento di resa alle 2:41 del mattino; poco dopo il generale Böhne annunciò la resa incondizionata delle truppe tedesche in Norvegia.
I combattimenti, in Europa occidentale, cessarono alle 23:01 dell'8 maggio 1945. Sul fronte orientale si continuò a combattere almeno fino all'11 maggio (liberazione di Praga e resa del Gruppo d'armate Centro).